# Бенче (Північна Македонія)
Бенче (мак. Бенче) — село у Північній Македонії, входить до складу общини Македонський Брод Південно-Західного регіону.
Населення — 43 особи (перепис 2002), за етнічним складом — усі македонці.